# Замишівка
Зами́шівка — річка в Україні, в межах Дубнівського району Рівненської області. Права притока Тартачки (басейн Прип'яті).

## Опис
Довжина бл. 21 км, площа водозбірного басейну 198 км². Похил річки 2,5 м/км. Долина асиметрична, завширшки 3—6 км. Заплава заболочена. Річище завширшки 2—8 м. Використовується як водоприймач меліоративної системи. У заплаві річки добувають торф, створена меліоративна система. В басейні річки є ставки. 

## Розташування
Замишівка бере початок з джерела, що на північний захід від села Зелений Дуб, між пагорбами північно-східної частини Кременецьких гір. Тече зі сходу на захід Острозькою долиною. Впадає до Тартачки (зливається з річкою Іловицею) на північний схід від села Буща.

## Населені пункти
Над річкою розташоване село Майдан.

## Притоки
Має 3 суттєві притоки: права Тростянецька та дві ліві — Понура і Добронька.

### Тростянецька
Невеличкий потік, назва якого трапляється в польському географічному словнику кінця XIX століття, словнику гідронімів України та на картах генерального штабу СРСР . У книзі Олександра Цинкаловського «Стара Волинь і Волинське Полісся» зазначено: 
| | \| Тростянець, село (в документах часом Тристеніч), Дубенський пов., Судобицька вол., 17 км. від м Дубна, при невеликому потоці.[5] \| |
| Тростянець, село (в документах часом Тристеніч), Дубенський пов., Судобицька вол., 17 км. від м Дубна, при невеликому потоці. | |

Бере свій початок на схилі Мізоцького кряжу, тече переважно на південь. Довжина близько 7 км. Типова рівнинна річка, русло переважно канального типу, утворює заплаву.[джерело?]
Має ліву притоку - річку Улька. 
Протікає через села Іваниничі, Тростянець, Залужжя та поблизу села Грядки.

## Зображення

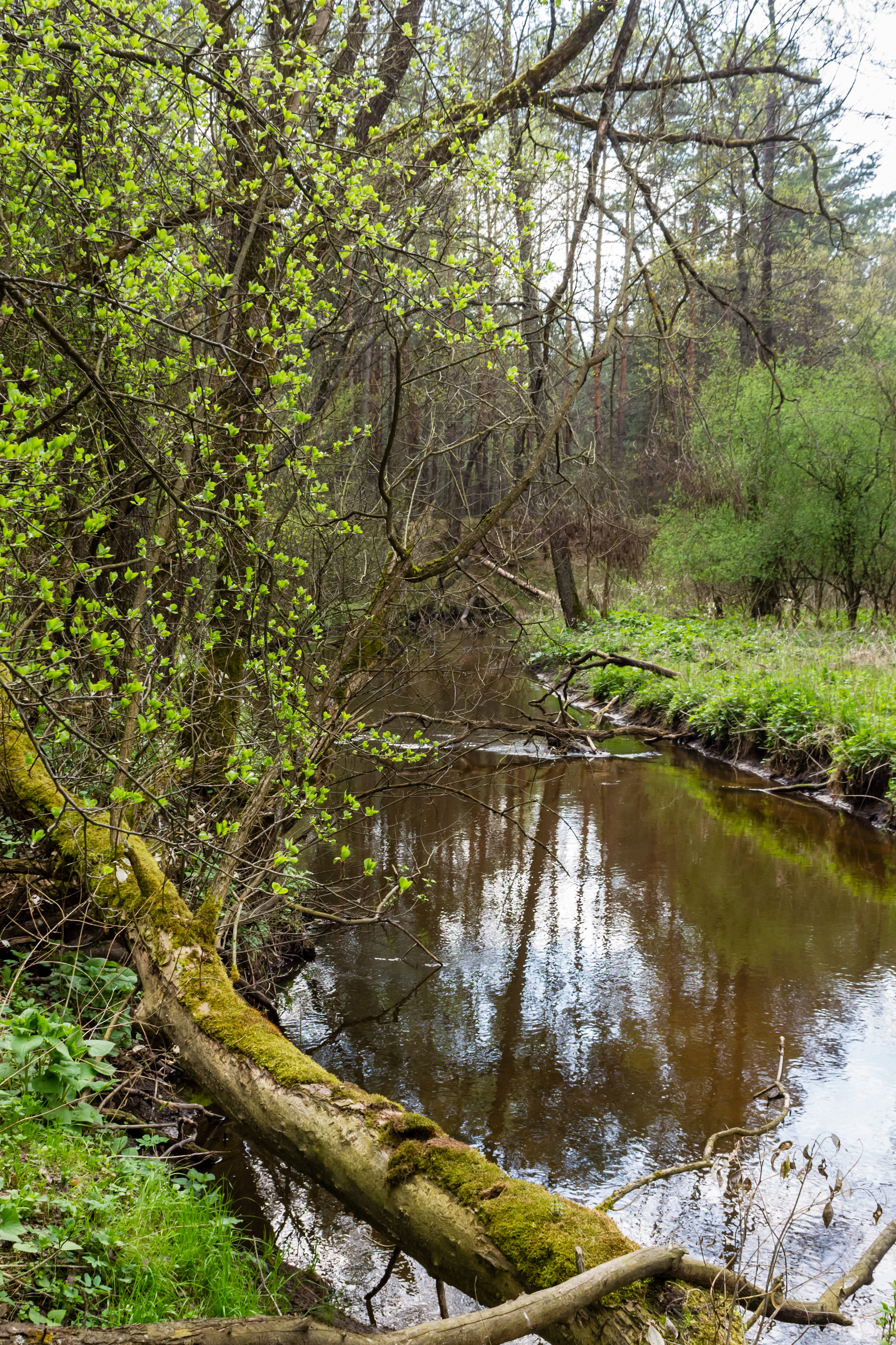
Річка Замишівка
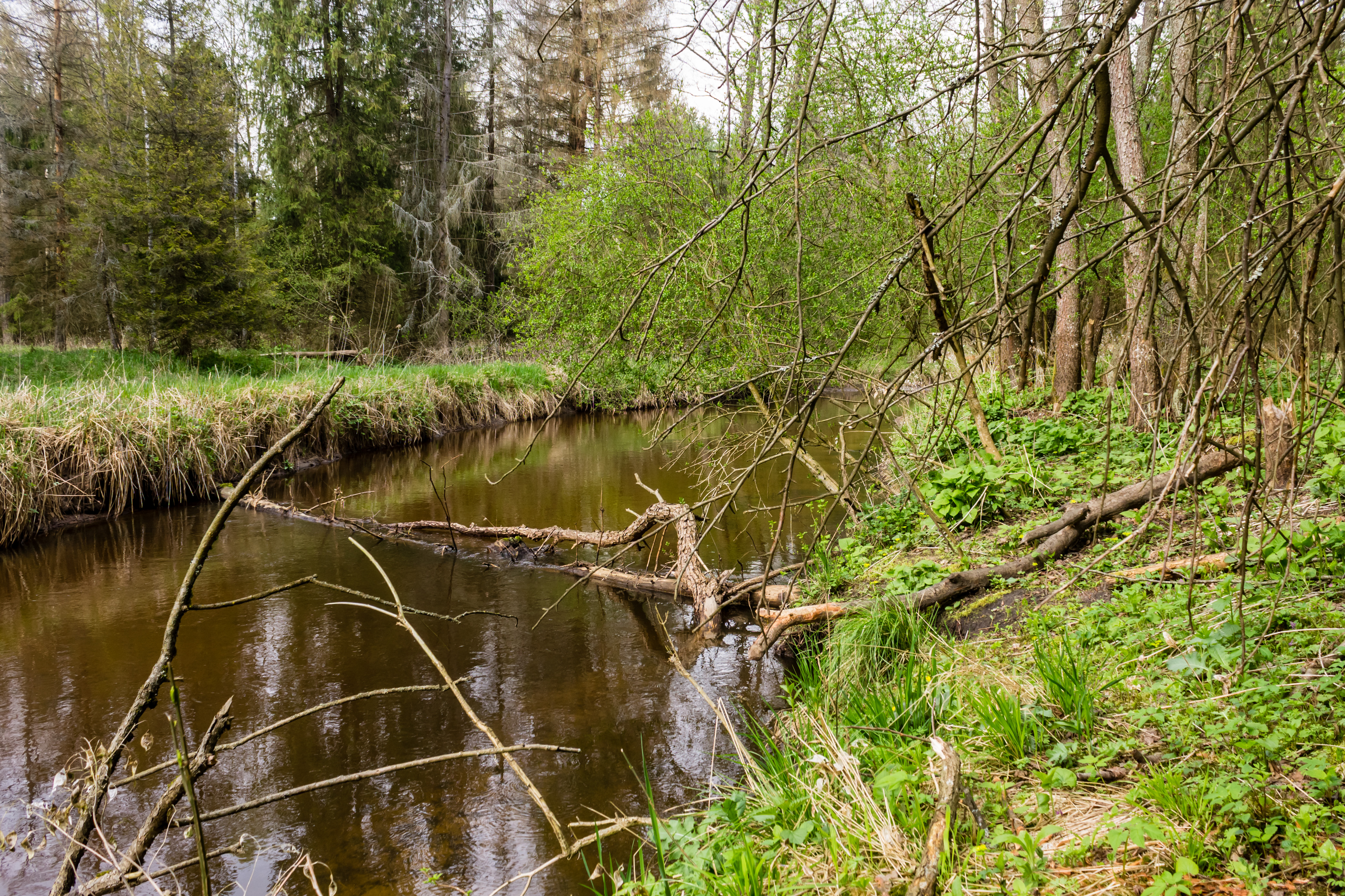
Річка Замишівка весною